# 나제동맹
나제동맹(羅濟同盟)은 신라와 백제의 동맹을 뜻하는 말로서, 신라의 ‘라’와 백제의 ‘제’를 따서 붙인 이름이다.

## 성립배경
427년 고구려의 장수왕이 남진정책을 펴기 위해 수도를 국내성에서 평양성으로 천도하자, 이에 위협을 느낀 백제의 비유왕은 433년, 신라의 눌지 마립간에게 도움을 요청하였다. 

## 과정 및 결과
475년 고구려의 복수로 제 21대 백제의 개로왕이 전사하고 수도가 함락되었다. 그러자 제 22대 문주왕은 신라에 사신을 3번이나 보내 구원병을 요청하였고, 신라의 자비 마립간은 결국 1만의 정예병을 파견하였다. 이에 고구려군은 신라군과의 전투를 피하기 위해 철수하게 된다. 493년(신라 소지 마립간 15, 백제 동성왕 15) 나제동맹을 유지하기 위해 백제의 동성왕은 신라의 공주를 맞아들여 왕비로 받들었고, 나제동맹은 혼인동맹으로 발전하였다. 백제는 성왕시기에 고구려에게 빼앗긴 한강 유역을 찾기 위해 551년 신라와 연합군을 형성하고 553년에 겨우 되찾았으나, 백제는 수많은 전사자로 인한 군사 부족으로 한강 이남을 유지하지 못하고 철수했다. 이에 신라의 진흥왕은 백제가 철수한 한강 이남에 급히 군사를 파견하여 한강 지역 전체를 차지하였고, 이로써 나제동맹은 파기되었다. 이후 성왕은 왜로부터 원군을 요청하는 동시에 왕자 창과 함께 신라를 공격하였지만, 관산성 전투에서 백제군이 크게 패하고 성왕도 전사하면서, 약 100여 년간 두 나라는 원수 사이로 지내게 된다. 

## 나제동맹 부재설
공석구 교수는 한 논문에서 同盟의 뜻과 용례를 검토해, 사료와 유적을 분석하면서 학계에서 널리 쓰이는 '나제동맹'은 역사상으로 존재하지 않았고 20세기에 만들어진 낱말이라고 주장했다. 연구자는 '나제동맹' 대신 '濟羅軍事協力 關係'를 대안으로 제시했다.